# Первомай (город)
Первомай (болг. Първомай) — город в Болгарии. Находится в Пловдивской области, входит в общину Первомай. Население составляет 14 516 человек.

## Политическая ситуация
Кмет (мэр) общины Первомай — Николай Георгиев Митков (Болгарская социалистическая партия) по результатам выборов в правление общины.

## Известные уроженцы
- Георгий Караславов (1904—1980) — болгарский писатель, общественный деятель, академик Болгарской АН.
- Караславов, Слав (1932—2002) — болгарский писатель, драматург, сценарист.